# Eragrostis caniflora
Eragrostis caniflora är en gräsart som beskrevs av Alfred Barton Rendle. Eragrostis caniflora ingår i släktet kärleksgrässläktet, och familjen gräs. Inga underarter finns listade i Catalogue of Life.